# Wapping (metropolitana di Londra)
La stazione di Wapping era una fermata della metropolitana di Londra, situata sulla East London Line. Ha cessato la sua funzione nel 2007 quando, dopo la sua ristrutturazione, l'intera linea è passata dal sistema metropolitano al London Overground.